# Bell UH-1Y Venom
Le Bell UH-1Y Venom (« venin » en français) est un hélicoptère militaire américain construit par Bell Aircraft Corporation. Il est destiné à remplacer le Bell UH-1 Iroquois dans le corps des Marines.

## Histoire
Version modernisée des hélicoptères Twin Huey utilisés par les Marines depuis les années 1970, ce modèle a été remis à neuf et introduit en 2008. Le dernier des 92 appareils neufs commandés est livré le 14 janvier 2019. Avec les appareils transformés dans cette version, à cette date, la flotte est de 128 unités. L'USMC en souhaite un total de 160.

## Améliorations

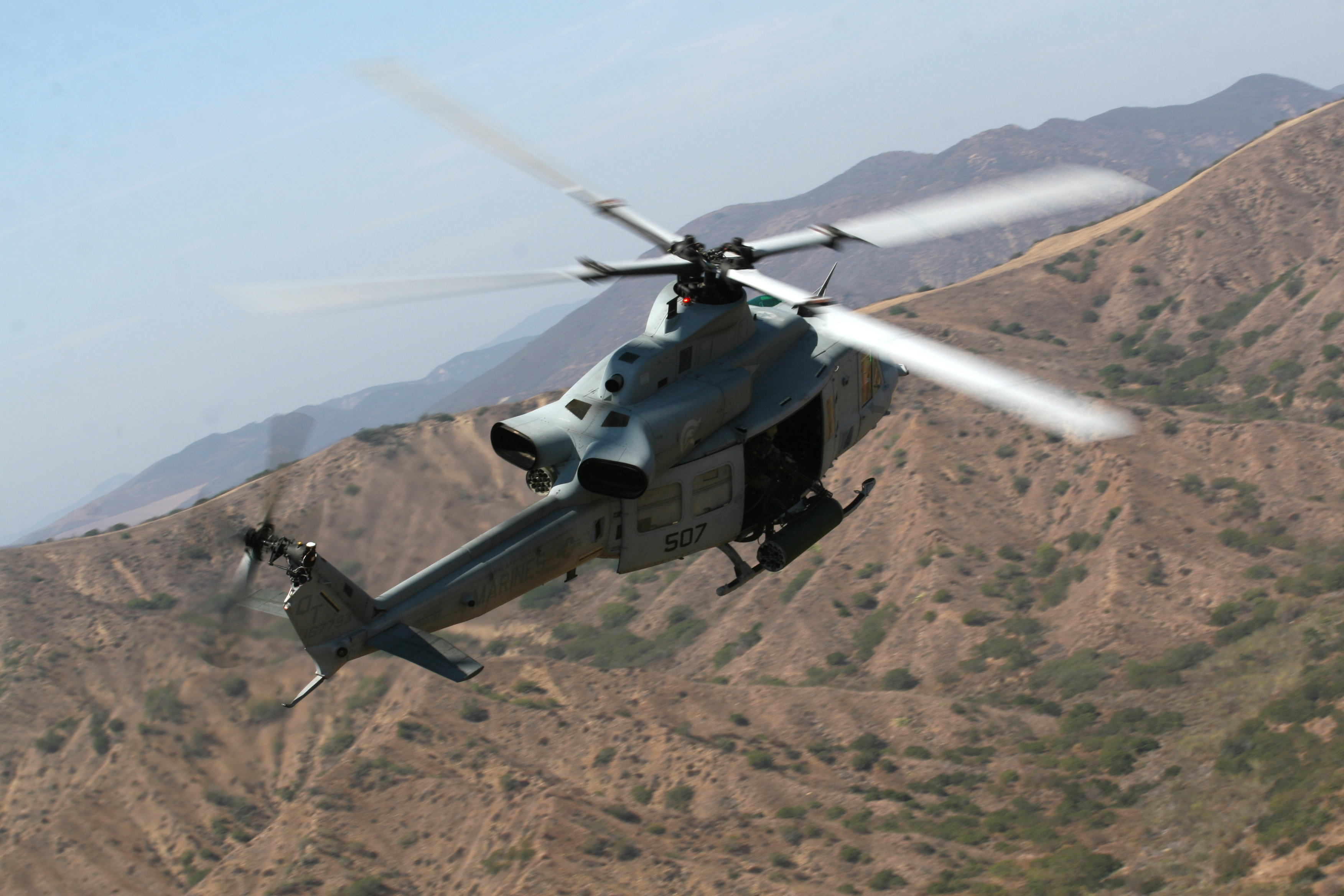
Un UH-1Y en vol en 2008.

La principale amélioration est l'installation d'un rotor quadripale au lieu du bipale de son prédécesseur. En fibres composites, il est conçu pour résister à plusieurs impacts directs par des armes de calibres allant jusqu'à 23 mm. L'appareil présente aussi des turbines et une transmission améliorées, une avionique et une électronique modernisées, grâce à l'ajout d'écrans LCD multifonctions. Malgré cela, il conserve 84 % de pièces communes avec l'hélicoptère de combat AH-1Z. Grâce à ces installations, le UH-1Y a une charge utile augmentée de 125 % par rapport à l'UH-1N, un rayon d'action augmenté de 50 %, une plus grande vitesse de croisière ainsi qu'une réduction des vibrations de la structure, améliorant la stabilité de l'appareil.
Cet aéronef est équipé d'un capteur infrarouge de 3e génération de type Forward Looking Infrared (FLIR) produit par Lockheed Martin, utilisé aussi sur le AH-1Z Viper et le KC-130J Harvest Hawk. Ce capteur garantit une capacité de détection et de suivi de cible par tout temps.

## Caractéristiques
Données de Bell UH-1Y guide,
Caractéristiques générales
- Équipage : Un ou deux pilotes
- Capacité : 3 tonnes d'équipements, 10 sièges passagers ou 6 civières [7]
- Longueur : 17,78 m
- Diamètre rotor principal : 14,88 m
- Hauteur : 4,5 m
- Charge utile : 3 020 kg
- Masse maximale au décollage : 8 390 kg
- Moteur : 2   turbines  de  (1 360 kW en turbo (2.5 min); 1 150 kW en continu)   chacun

 Performances 
- Vitesse à ne jamais dépasser : 366 km/h
- Vitesse maximale : 304 km/h
- Vitesse de croisière : 250 km/h (130 kn)
- Distance franchissable : 240 km (130 MN)
- Rayon d'action en combat : 241 km  avec 990 kg de charge utile
- Autonomie : 3.3 hr
- Plafond : 6 100 m
- Vitesse ascensionnelle : 12,8 m/s

Armement

- 2 points d'ancrage pour missiles air-sol ou pour paniers à roquettes (type Hydra-70)[8]
- 2 points pour mitrailleuses type Minigun M134 de calibre 7.62 mm ou type Browning M2 de calibre 12.7 mm

En 2017, le cout de l'heure de vol est estimé à entre 5 888  et   6 431 dollars américains.

## Utilisateurs
- États-Unis : Commande de 70 exemplaires pour la United States Marine Corps Aviation en 2010[10], 92 au total livrés.